# 威廉·特奧巴爾德
威廉·特奧巴爾德（英語：William Theobald；1829年—1908年3月31日）是前英屬緬甸時期的一位動物學家（貝類及兩棲、爬行動物和古生物學家）和自然學家，而作為當時直屬於英属印度诸省的殖民地機構。
1881年6月，特奧巴爾德退休並返回英格蘭。1908年3月31日，他在英國德文郡伊爾弗勒科姆去世。有關他的其他紀錄就只有在印度地質調查局百周年時出版的一份紀念特刊中有一幅照片有他在裡面。

## 著作
他在印度和Sylvanus Hanley（1819-1899）出版了一份關於印度陸地和淡水蝸牛的專著。他還寫了弗朗西斯梅森關於緬甸自然歷史的重印（幾乎完全由他撰寫）。他試圖恢復植物命名的嘗試在植物學家中找不到什麼好處。他也是莎士比亞作者身份著作的作者。

## 以他命名的物種
有一隻哺乳動物和三隻爬行動物以他的名字命名，以茲紀念，當中包括兩種亞洲的爬蟲綱物種，分別為:264：
- Oligodon theobaldi及
- 西藏沙蜥（Phrynocephalus theobaldi）。